# Stoczek (gmina)
Stoczek – gmina wiejska w województwie mazowieckim, w powiecie węgrowskim. W latach 1975–1998 gmina położona była w województwie siedleckim.
Siedziba gminy to Stoczek.
Według danych na 31 grudnia 2011 gminę zamieszkiwały 5248 osoby. Natomiast według danych z 31 grudnia 2017 roku gminę zamieszkiwało 5008 osób. 

## Struktura powierzchni
Według danych z roku 2013 gmina Stoczek ma obszar 144,31 km², w tym:
- użytki rolne: 57%
- użytki leśne: 39,8%
- grunty zabudowane 2,3%

Gmina stanowi 11,84% powierzchni powiatu.

## Demografia
| Wyszczególnienie | 1921 | 1931 | VI 2004 | 2011 | 2014 |
| ---------------- | ---- | ---- | ------- | ---- | ---- |
| Ogółem           | 6408 | 7264 | 5362    | 5248 | 5169 |
| Kobiety          | bd   | bd   | 2706    | 2593 | bd   |
| Mężczyźni        | bd   | bd   | 2656    | 2655 | bd   |

Dane z 30 czerwca 2004:
| Opis                              | Ogółem | Ogółem | Kobiety | Kobiety | Mężczyźni | Mężczyźni |
| --------------------------------- | ------ | ------ | ------- | ------- | --------- | --------- |
| Jednostka                         | osób   | %      | osób    | %       | osób      | %         |
| Populacja                         | 5362   | 100    | 2706    | 50,5    | 2656      | 49,5      |
| Gęstość zaludnienia [mieszk./km²] | 37,2   | 37,2   | 18,8    | 18,8    | 18,4      | 18,4      |

- Piramida wieku mieszkańców gminy Stoczek w 2014 roku[8]

## Przyroda

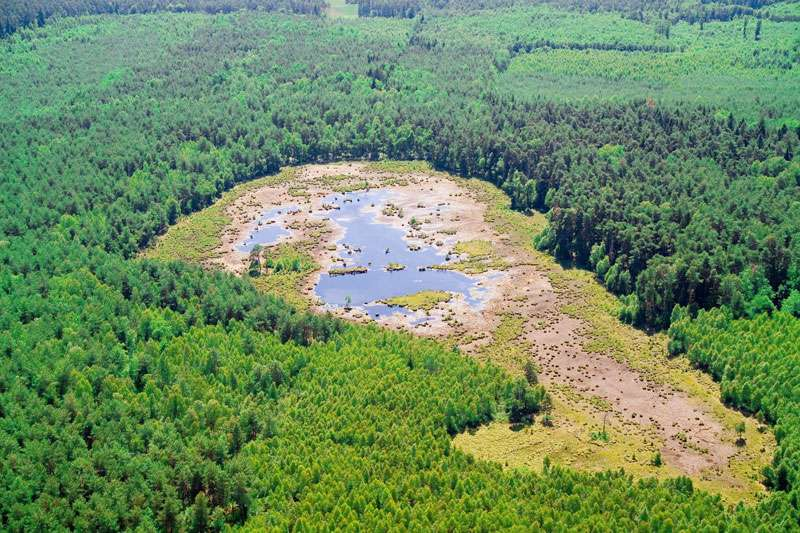
Rezerwat przyrody Moczydło

Na terenie gminy znajdują się rezerwaty przyrody:
| - Kulak | - Moczydło | - Turzyniec |

W ramach programu sieci obszarów objętych ochroną przyrody na terytorium Unii Europejskiej Natura 2000 w celu zachowanie określonych typów siedlisk przyrodniczych oraz gatunków, które uważane są za cenne i zagrożone w skali całej Europy, objęte zostały: 
| - Dąbrowy Seroczyńskie | - Lasy Łukowskie |

Część Nadbużańskiego Parku Krajobrazowego oraz część Łukowskiego Obszaru Chronionego Krajobrazu leży w granicach gminy Stoczek.

## Sołectwa
Błotki, Brzózka, Drgicz, Gajówka Zachodnia, Grabowiec, Gruszczyno, Grygrów, Huta Gruszczyno, Kałęczyn, Kozołupy, Majdan, Marianów, Miednik, Mrozowa Wola, Nowe Lipki, Polkowo, Stare Lipki, Stoczek, Topór, Wieliczna, Zgrzebichy, Żulin.
Wsie bez statusu sołectwa: Gajówka Wschodnia, Kalaty, Kazimierzów.

## Sąsiednie gminy
Korytnica, Kosów Lacki, Liw, Łochów, Miedzna, Sadowne